# Parque Casilda Iturrizar
El parque de Casilda Iturrizar, también conocido como parque de Doña Casilda, es un parque municipal de la capital vizcaína de Bilbao, en el País Vasco (España). Se encuentra en el distrito de Abando, en los terrenos del barrio de Abando que donó la benefactora Casilda Iturrizar, de ahí su nombre.

## Historia
El arquitecto fue Ricardo Bastida y el ingeniero Juan de Eguiraun. Se trata de un jardín de estilo inglés cuya construcción comenzó en 1907.
El parque era el único pulmón verde de la ciudad hasta hace muy pocos años. En la actualidad cuenta con diferentes atracciones, como el estanque en el que convivían distintas especies de patos, cisnes y pavos reales (lo que le confirió el apodo de "parque de los Patos") y del que también emergen dos chorros de agua a modo de fuente. Otro elemento es la pérgola en la que se realizaban actuaciones, y que rodea la fuente cibernética, que ofrecía espectáculos de agua, luz y sonido, actualmente sólo se trata de una típica fuente ornamental. El parque también cuenta con un carrusel clásico. El Museo de Bellas Artes de Bilbao fue construido íntegramente dentro del parque en la década de 1940.